# Bruntál
Bruntál (németül:  Freudenthal) város Csehországban, a Morva-sziléziai kerületben, a Bruntáli járás székhelye. Bruntál Moravskoslezský Kočov, Široká Niva, Roudno, Razová, Oborná, Milotice nad Opavou, Nová Pláň, Staré Město, Dlouhá Stráň és Mezina településekkel határos. Lakosainak száma 15 244 fő (2024. január 1.).

## Népesség
A település lakosságának változását az alábbi diagram mutatja:
| Lakosok száma | 6440 | 8219 | 8210 | 7623 | 17 062 | 17 627 | 16 583 | 16 408 | 15 523 | 15 244 |
|               | 1869 | 1890 | 1921 | 1950 | 1980   | 2001   | 2017   | 2019   | 2022   | 2024   |